# Fliegenfänger

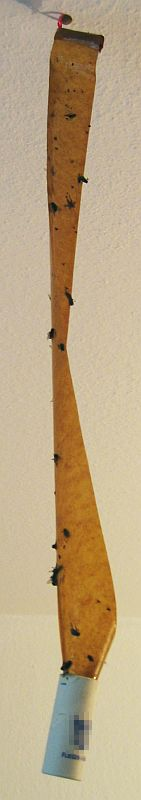
Fliegenfänger mit Beute

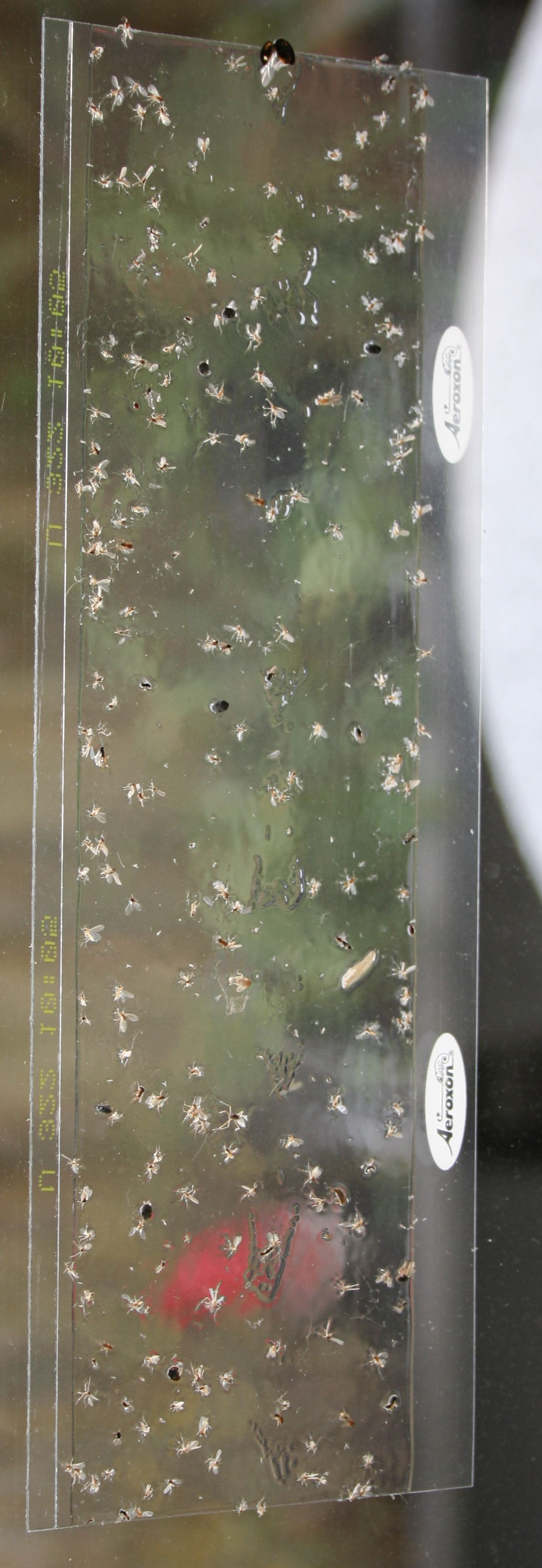
Transparenter Fliegenfänger am Fenster

Ein Fliegenfänger (auch: Fliegenpapier oder Honigstreifen) dient dazu, sich in Innenräumen lästiger Stubenfliegen zu entledigen. Fliegenpapier wurde erstmals in den 1880er Jahren entwickelt. Die heutige Verwendung eines Pappstreifens in einer Papphülse basiert auf einer Erfindung aus dem Jahr 1909.

## Bestandteile
Der Fliegenfänger besteht aus einem etwa 50 cm langen und ca. 5 cm breiten Pappstreifen, welcher mit Fliegenleim beschichtet ist. Neue Fänger sind im Handel in kleinen Papphülsen zu finden mit darin befindlichen aufgerollten Pappstreifen. Der Ware liegt in der Regel eine Heftzwecke zur Befestigung an der Decke bei.
Im Fachhandel werden auch wesentlich größere Varianten angeboten, die beispielsweise für den Einsatz in Tierställen gedacht sind.

## Funktionsweise und Handhabung
Der Fliegenfänger wird in der Regel an der Decke eines Zimmers befestigt. Hierbei empfiehlt sich zunächst das Befestigen mittels der beiliegenden Heftzwecke, hiernach das behutsame Herunterziehen des Pappzylinders bei gleichzeitiger Drehung desselben, um so den Papierstreifen abzuwickeln.
Nach dem Aufhängen finden sich mehr oder minder schnell die lästigen Stubenfliegen an dem Pappstreifen ein. Da der aufgebrachte Fliegenleim sehr stark klebrig ist, gelingt es den Insekten nicht, sich von der Falle zu lösen, und sie verenden dort. Der Leim kann aus verschiedenen Stoffen bestehen, üblich sind Zusammensetzungen aus Naturharzen, Honig, Wasser, Kolophonium und Lockstoffen, die die Fliegen anziehen sollen.
Aufgrund der Funktionsweise sind Fliegenfänger im Gegensatz zu Insektiziden nicht geeignet, einen Raum innerhalb kürzester Zeit fliegenfrei zu machen. Vielmehr ist der Anwender darauf angewiesen, dass die Schädlinge sich durch die Lockstoffe zu den mit Fliegenleim benetzten Pappstreifen hingezogen fühlen und diesen anfliegen. Bis eine merkliche Wirkung eintritt, vergehen meist mehrere Tage.

## Geschichte
Das erste weit verbreitete Fliegenpapier wurde in den 1880er Jahren von einer später als The Tanglefoot Company bekannten Firma in den USA entwickelt. Der Drogist William Thum beauftragte seine vier Söhne Otto, Hugo, William und Ferdinand mit der Verbesserung früherer, mangelhafter Lösungen. Sie entwickelten eine auf Rizinusöl, Harz und Wachs basierende Mischung, die wesentlich länger haltbar war und das Trägerpapier nicht durchtränkte. 1887 ließen sie ihr nun perfektioniertes Fliegenpapier patentieren.
1909 erfand der schwäbische Konditor und Hustenbonbonhersteller Theodor Kaiser (1862–1930) den noch heute verwendeten langanhaltenden Fliegenfänger. Kayser verwendete zuvor mit Zuckersirup bestrichene Pappstreifen, doch gerade in Backstuben mit ihrer Wärme tropfte der Zuckersirup zu schnell ab oder trocknete in kurzer Zeit ein. Die Idee eines aufgerollten Streifens innerhalb einer Papphülse übernahm der Erfinder bei einem Urlaub in Böhmen von der dortigen Aufbewahrung der Pappstreifen, die allerdings ebenso schnell eintrockneten. Wieder zu Hause in seiner Heimatstadt Waiblingen entwickelte Kayser diese Idee weiter und konnte mit einem befreundeten Chemiker endlich die richtige Mischung aus Harzen, Fetten, Honig und Ölen herstellen, die nahezu unbegrenzt aufzubewahren war und gleichzeitig in geöffnetem Zustand viele Wochen ihre Dienste tat.
1910 wurde der Fliegenfänger unter dem Markennamen Aeroplan erstmals in der Schweiz zum Patent angemeldet, musste aber aufgrund von Einsprüchen aus dem Fluggerätebau und der Spielwarenindustrie aufgegeben werden. 1911 entschied man sich für den neuen Namen Aeroxon.

## Sonstiges
In der deutschen Literatur setzte Robert Musil dem Tanglefoot-Fliegenfänger in seinem um 1913 entstandenen Text „Das Fliegenpapier“ ein Denkmal ("Das Fliegenpapier Tangle-foot ist ungefähr sechsunddreißig Zentimeter lang und einundzwanzig Zentimeter breit; es ist mit einem gelben, vergifteten Leim bestrichen ...").
Im Fußballjargon wird der Begriff Fliegenfänger für Torhüter verwendet, die die Flugbahn des Balles häufig falsch einschätzen und ihn darum oft verfehlen.
Der Fliegenfänger ist ein Roman von Willy Russell von 2001 (die Originalausgabe The Wrong Boy erschien 2000 in London).
Eine Kurzgeschichte Dashiell Hammetts von 1929 heißt Fliegenpapier (Fly Paper, erschienen 1922–34 in The Continental Op, dt. Das große Umlegen). Der Illustrator und Grafiker Hans Hillmann hat sie in siebenjähriger Arbeit für eine Graphic Novel adaptiert, deren Bildkompositionen sich stilistisch am Genre US-amerikanischer Gangsterfilme der 1940er-Jahre orientieren (1982 bei Zweitausendeins veröffentlicht).
Der Titel einer Aphorismensammlung des Schriftstellers und Literaturkritikers Michael Maar lautet ebenfalls Fliegenpapier (Rowohlt Verlag, 2022).